# Triclistus dauricus
Triclistus dauricus är en stekelart som beskrevs av Valentina I. Tolkanitz 1992. Triclistus dauricus ingår i släktet Triclistus och familjen brokparasitsteklar. Inga underarter finns listade i Catalogue of Life.